# Kita-Tatsumi (métro d'Osaka)
Kita-Tatsumi (北巽駅, Kita-Tatsumi-eki) est une station du métro d'Osaka sur la ligne Sennichimae dans l'arrondissement d'Ikuno à Osaka.

## Situation sur le réseau
La station Kita-Tatsumi est située au point kilométrique (PK) 12,0 de la ligne Sennichimae, entre les stations Shoji et Minami-Tatsumi.

## Histoire
La station a été inaugurée le 2 décembre 1981.

## Services aux voyageurs

### Accès et accueil
La station est ouverte tous les jours.

### Desserte
- Ligne Sennichimae :
  - voie 1 : direction Minami-Tatsumi
  - voie 2 : direction Nodahanshin